# Troisdorf
Troisdorf este un oraș din landul Renania de Nord-Westfalia, Germania. Orașul este situat la sud-est de Golful Köln între poalele sudice ale Țării Bergisches din nord și Siegauen în sud.

## Geografie
Troisdorf se află pe Sieg un afluent al Rinului și pe Agger, care la rândul său este un afluent al victoriei și formează granița orașului cu Siegburg învecinat. În Troisdorf, Agger se învârte în victorie.

### Comunitățile învecinate
În nord, Troisdorf se învecinează cu Köln și Rösrath, în est cu Lohmar și Siegburg, în sud-est cu Sankt Augustin, în sud cu Bonn și în vest cu Niederkassel.

## Istoric
Troisdorf este descris inițial într-un document al mănăstirii Benedictine din Siegburg Michaelsberg din 1064 ca Truhtesdorf.
Cu toate acestea, cele mai vechi așezări documentate din zona urbană de astăzi sunt Eschmar și Sieglar, care sunt deja numite 832. Pentru o așezare timpurie se vorbește și despre fostul loc de cavaler Burg Wissem, care astăzi se află în apropierea centrului orașului, la marginea pădurii.
Municipalitatea Troisdorf a apartinut primarului Siegburg intre 1816 si 1899.

### Industrializare
Relansarea reală a orașului a început cu industrializarea în secolul al XIX-lea. În 1825 fostul șef al Bergamt din Bonn, Windgassen, a fondat o topire de fier la Mühlengraben, lângă estuarul Agger-Sieg. Aceasta a preluat în 1843 Emil Langen și a numit așezarea Hut a lui Friedrich Wilhelm, care la rândul său a fost preluată în 1913 de către Mannstaedt-Werke.
Locația de pe malul drept al râului Rin, pe traseul de victorie și pe linia de tren de marfă spre Speldorf a făcut din Troisdorf, în a doua jumătate a secolului al XIX-lea, interesant pentru companiile industriale. În 1887, Rheinisch-Westfälische Explosives-AG (RWS), sub conducerea sa generală, Emil Müller, a comandat Fabrica Detonator Troisdorf pentru producția de grunduri și detonatoare, care ulterior a devenit locația Dynamit Nobel AG.
Din 1951 până în 2002, în raioanele Spich și Altenrath există vreodată o baracă belgiană.

### Încorporări
Ca parte a reformei municipale au fost satele municipale Sieglar (Bergheim, Eschmar, Kriegsdorf, Müllekoven, Oberlar, Sieglar și Spich) și satele Friedrich-Wilhelm-Hütte (fostul birou Menden) și Altenrath (anterior Lohmar) noi orașe din orașul Troisdorf. Până atunci, atât fabrica de fuzionări RWS, cât și stația Troisdorf aveau o suprafață de 7 și 6 zecimi (începând din 1924) în municipiul Sieglar (în Oberlar). Eforturile multiple din 1906, orașul Troisdorf Oberlar (inclusiv veniturile din impozite), einzugemeinden, au rămas fără succes până în 1969. În 1999, districtele Troisdorf-West și Lacul Rotter au fost create de diviziuni.

## Cultură și atracții

### Muzee
- Muzeul de ilustrații din castelul Wissem. Singurul muzeu de cărți ilustrate din Europa.
- Muzeul pescuitului din Bergheim. Un muzeu construit în 2010 de către Frăția Pescarilor din Bergheim an der Sieg, care prezintă istoria breslei și a orașului.
- Muzeul de plastic Troisdorf pe site-ul HT. Istoria regiunii plastice Troisdorf, în care s-au dezvoltat ferestrele din plastic și primele pardoseli din PVC.
- Muzeul Istoriei Urbane și Industriale (Musit) Troisdorf an der Burg Wissem.
- Portalul pentru Wahner Heide de la Burg Wissem.

1. ↑  Alle politisch selbständigen Gemeinden mit ausgewählten Merkmalen am 31.12.2018 (4. Quartal) (în germană), Statistisches Bundesamt[*], arhivat din original la 10 martie 2019, accesat în 10 martie 2019